# Municipio de Union (condado de Putnam, Misuri)
El municipio de Union (en inglés: Union Township) es un municipio ubicado en el condado de Putnam en el estado estadounidense de Misuri. En el año 2010 tenía una población de 2116 habitantes y una densidad poblacional de 17,4 personas por km².

## Geografía
El municipio de Union se encuentra ubicado en las coordenadas 40°32′13″N 93°2′33″O / 40.53694, -93.04250. Según la Oficina del Censo de los Estados Unidos, el municipio tiene una superficie total de 121.62 km², de la cual 117,22 km² corresponden a tierra firme y (3,61 %) 4,4 km² es agua.

## Demografía
Según el censo de 2010, había 2116 personas residiendo en el municipio de Union. La densidad de población era de 17,4 hab./km². De los 2116 habitantes, el municipio de Union estaba compuesto por el 97,07 % blancos, el 0,33 % eran afroamericanos, el 0,19 % eran amerindios, el 0,95 % eran asiáticos, el 0,28 % eran de otras razas y el 1,18 % eran de una mezcla de razas. Del total de la población el 0,95 % eran hispanos o latinos de cualquier raza.